# Roberto Roscani
Roberto Roscani (Roma, 5 settembre 1952) è un giornalista e politico italiano.

## Biografia
Nasce a Ponte Milvio, a Roma, quartiere a cui resta legato, da famiglia comunista (il padre Bruno era sindacalista della Cgil, la madre Orsola Bellini è stata staffetta partigiana e figlia di Gaetano, gappista). Studia al liceo classico Tito Lucrezio Caro, poi alla Sapienza (dove si laurea in Storia contemporanea). Entra a l'Unità nel 1974 e qui lavora per diversi anni nella cronaca romana del giornale, dirette prima da Giulio Borrelli, poi da Antonio Caprarica e da Paolo Soldini.
Dal 1982 è alle pagine di Cultura e Spettacoli che vengono unificate per iniziativa del direttore Emanuele Macaluso e dirette da Ferdinando Adornato (caposervizio) e da lui stesso (vice-caposervizio). È una forte innovazione rispetto alla tradizionale terza pagina perché mette insieme cultura alta e bassa e modifica approccio e linguaggio ai temi della cultura. Di queste stesse pagine diventerà caposervizio a partire dal 1984. Tra i collaboratori molti importanti intellettuali (Massimo Cacciari, Ottavio Cecchi, Mazzino Montinari, Agostino Lombardo, Cesare Luporini, Massimo Paci, Mario Tronti) ma anche importanti scrittori e poeti, come Giovanni Giudici, Renzo Paris, Giovanni Raboni, Alberto Asor Rosa.
Nel 1989 diventa vice direttore di Rinascita, diretta nella nuova edizione da Alberto Asor Rosa e da questa postazione segue la fine del Pci e la nascita del Pds. Nel 1991 rientra all'Unità dove si occupa prima di dirigere le pagine culturali. In questa fase inizia la collaborazione di una nuova generazione di scrittori italiani con il quotidiano, tra questi Sandro Veronesi, Sandro Onofri, Erri De Luca, Enrico Palandri, Fulvio Abbate e di intellettuali come Adriano Sofri. Successivamente diviene inviato di politica quindi entra come caporedattore all'Unità 2 il dorso che il quotidiano dedica a cultura, spettacoli, società e sport. Tornato al servizio politico viene nominato vicedirettore dal direttore Paolo Gambescia e confermato poi da Giuseppe Caldarola. Con la chiusura dell'Unità nel 2000 va a Kataweb come redattore capo, poi alla direzione del portale di informazione locale  Vivacity creato in collaborazione tra il gruppo l'Espresso e la banca UniCredit, che ne diverrà completamente proprietaria.
Nel 2004, lasciata Vivacity, prima collabora come addetto stampa alla nascita dell'ufficio del Difensore Civico di Roma (guidato da Ottavio Marotta), poi rientra a l'Unità come coordinatore delle redazioni di Firenze e Bologna. Successivamente rientra nella redazione romana al servizio politico.
Dal 9 novembre del 2007 è il portavoce del segretario del Partito Democratico Walter Veltroni. Dopo le dimissioni di Veltroni è stato nominato capo dell'ufficio stampa del Pd, incarico che ha lasciato nel settembre del 2010. 
Dal dicembre del 2014 all'ottobre 2015 ha collaborato per la comunicazione con il sindaco di Roma Ignazio Marino. Fonda, con alcuni amici tra cui Luca Di Bartolomei, la società di consulenza Atlas a Roma, società che lavora per importanti società e istituzioni.
Nel febbraio del 2024 pubblica, per Fandango Libri, "l'Unità. Una storia, tante storie" un racconto delle vicende del giornale fondato da Antonio Gramsci. Il libro esce in occasione del centenario della fondazione dell'Unità il 12 febbraio 1924.